# Littérature des cinq montagnes

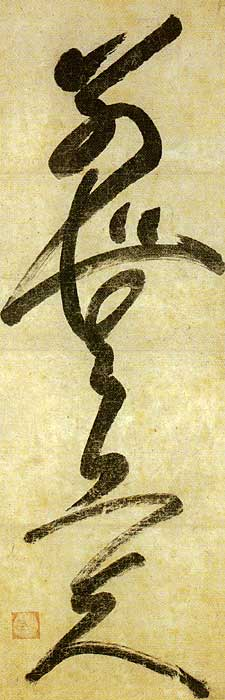
Calligraphie de Musō Soseki, patriarche des cinq montagnes.

La littérature des cinq montagnes est une littérature issue des principaux centres monastiques zen (禅) de la secte Rinzai à Kyoto et Kamakura au Japon.

## Origines
Le terme se réfère également aux cinq centres zen de Chine à Hangzhou et Ningpo qui ont inspiré le zen au Japon. Le mot « montagne » renvoie au monastère bouddhiste. La littérature des cinq montagnes, ou gozan bungaku (五山文學), est utilisé en un sens collectif pour désigner la poésie et la prose en langue chinoise produites par les moines japonais aux XIVe et XVe siècles. En font aussi partie les œuvres des moines chinois résidant au Japon. Cette période est témoin d'une vaste diffusion d'influences culturelles de la Chine des dynasties Song et Yuan qui ont transformé le Japon de nombreuses façons.

## Particularités
Le sens de l'humour et la sympathie avec les vies ordinaires qu'autorise le caractère informel de la littérature des cinq montagnes étaient très appréciés. Un poète des cinq montagnes peut écrire sur quelque sujet que ce soit, en contraste avec les thèmes prescrits des poètes aristocratiques de cour. Kokan Shiren (en) (d. 1346) par exemple, écrit sur un humble moustique :

« Museaux acérés comme des pointes mordent !

Bourdonnent comme le tonnerre comme ils tournent dans la pièce.

Ils se glissent à travers les plis de ma robe,

Mais ils pourraient ensanglanter le dos d'un bœuf de fer ! »

Un courtisan écrira sur une cigale et célébrera les associations saisonnières qui lui sont associées. Écrire sur un moustique porterait atteinte au strict sens de la bienséance littéraire du courtisan. Dans un poème intitulé « À voile au clair de Lune », Kokan met l'accent sur l'humour incongru de la vie :

« Nous moines dans un bateau au clair de Lune, tournons à travers les roseaux.

Le batelier crie la marée descend, il faut rentrer.

Les gens du village nous prennent pour un bateau de pêche

Et se précipitent à la plage pour acheter nos prises. »

L'image presque grotesque du dernier vers des « Moustiques » saisit brusquement et fortement le lecteur, lui rappelant l'habitude dans les établissements zen de frapper d'une baguette la tête des pratiquants de la méditation qui se sont momentanément assoupis. Le but de la littérature gozan, et en particulier de la poésie, est souvent de surprendre et d'aider à une prise conscience accrue. La littérature des cinq montagnes n'est pas exclusivement consacrée au rustique monde du cloître. Les principaux évènements historiques se retrouvent souvent dans les œuvres des moines. Les clercs zen servent souvent eux-mêmes de conseillers aux principales personnalités politiques. Dans un poème, « Soudainement écrit tandis que se fait sentir le remords au passage du temps », Chūgan Engetsu (d. 1375) rapporte ses sentiments au sujet de la chute du shogunat de Kamakura l'année précédente (1333) :

« Il y a un an aujourd'hui les Kamakura tombaient

Il ne reste à présent rien de l'ancienne ambiance dans les monastères

La marchande ambulante ne comprend rien au remords d'un moine –

Criant dans les rues, vendant du petit bois, vendant des légumes. »